# Деносумаб
Деносумаб (англ. Denosumab, лат. Denosumabum) — синтетичний препарат, який є повністю людським моноклональним антитілом до рецептора активатора ядерного фактору κВ, та застосовується підшкірно. Деносумаб розроблений у лабораторії американської біотехнолічної компанії «Amgen». Перше повідомлення про ефективність деносумабу при лікуванні остеопорозу в постменопаузальному періоді в жінок з'явились у 2004 році. Попередній дозвіл на використання денолізумаба при постменопаузальному остеопорозі та для лікування остеопорозу в осіб після гормонотерапії раку простати був виданий FDA 13 серпня 2009 року. Проте вже у жовтні цього ж року FDA призупинила реєстрацію препарату, мотивуючи це необхідністю надання додаткової інформації про препарат. Деносумаб отримав остаточне схвалення FDA для лікування постменопаузального остеопорозу в червні 2010 року в дозі 60 мг під торговою маркою «Проліа», та в листопаді 2010 року для профілактики переломів кісток та остеопорозу в хворих із метастазами пухлин у кістки у дозі 120 мг під торговою маркою «Іксджева». У Європейському Союзі деносумаб отримав схвалення Комітету з лікарських препаратів для людей Європейського агентства з лікарських засобів для лікування постменопаузального остеопорозу в жінок та для лікування остеопорозу в хворих після гормонотерапії раку простати в грудні 2009 року.
13 червня 2013 року деносумаб також отримав схвалення FDA для лікування неоперабельної гігантоклітинної пухлини кістки в дорослих та скелетно зрілих підлітків.

## Фармакологічні властивості
Деносумаб — продукт генної інженерії, синтетичний лікарський препарат, який є повністю людським IgG2 моноклональним антитілом  до рецептора активатора ядерного фактору κВ, який відноситься до підродини фактору некрозу пухлини. Механізм дії препарату полягає у зв'язуванні препарату з рецептором активатора ядерного фактору κВ, що інгібує його активацію на поверхні попередників остеокластів та остеокластів, що сприяє гальмуванню утворення та дозрівання остеокластів. Оскільки під дією остеокластів посилюється резорбція кісткової тканини, а також втрата тканини кісток, то при застосуванні деносумабу спостерігається зниження резорбції кісткової тканини, ремінералізація кісток та збільшення маси кісткової тканини. Згідно даних численних клінічних досліджень, деносумаб ефективний при постменопаузальному остеопорозі в жінок, остеопорозу в чоловіків після гормонотерапії раку простати, а також сприяє зниженню ризику кісткових ускладнень при метастазах злоякісних пухлин. Застосування деносумабу призводить до зниження маркерів кісткової резорбції, збільшення мінеральної щільності кісток, збільшення показників маркерів кісткового ремоделювання, а також зниженням ризику переломів кісток. Застосування препарату супроводжується незначною кількістю побічних ефектів, найчастішими з яких були гіпокальціємія, нудота, біль у кінцівках, целюліт, остеонекроз нижньої щелепи, екзема. Частина джерел повідомляє про збільшення частоти атипових переломів стегнової кістки при застосуванні деносумабу.

### Фармакокінетика
Деносумаб повільно розподіляється в організмі після підшкірної ін'єкції, максимальна концентрація препарату в крові досягається протягом 10 днів після введення. Біодоступність деносумабу становить 61 %. Препарат метаболізується у ретикулоендотеліальній системі. Шляхи виведення деносумабу з організму не визначені. Період напіввиведення препарату з організму становить у середньому 26 діб, і цей час не змінюється при печінковій та нирковій недостатності, а також у хворих різних вікових груп.

## Покази до застосування
Деносумаб в дозі 60 мг застосовується для лікування остеопорозу у жінок постменопаузального періоду; при втраті кісткової маси в жінок, які отримують лікування інгібіторами ароматази при раку молочної залози; чоловіків із підвищеним ризиком виникнення переломів кісток (у тому числі при гормоносупресивній терапії раку простати).
У травні 2018 року покази деносумабу в дозі 60 мг в США були розширені. До переліку показів для призначчення препарату включені лікування жінок з постменопаузальним остеопорозом і високим ризиком виникнення переломів, лікування для збільшення кісткової маси у чоловіків з остеопорозом і високим ризиком виникнення переломів, лікування глюкокортикоїд-індукованого остеопорозу у чоловіків і жінок з високим ризиком виникнення переломів, лікування для збільшення кісткової маси у чоловіків з високим ризиком виникнення переломів, які отримують андроген-деприваційну терапію неметастатичного раку простати, лікування для збільшення кісткової маси у жінок з високим ризиком виникнення переломів які отримують ад'ювантну терапію інгібіторами ароматази з приводу раку молочної залози. У дозі 120 мг деносумаб також використовується для попередження кісткових подій (патологічний перелом, опромінення кісток, компресія спинного мозку або хірургічне втручання на кістках) у дорослих пацієнтів із метастатичним ураженням кісток солідними пухлинами. Лікування дорослих та підлітків з дозрілою кістковою системою, які мають гігантоклітинну пухлину кісток, що не може бути видалена або якщо хірургічна резекція, найімовірніше, призведе до тяжких наслідків.

## Побічна дія
При застосуванні деносумабу побічні ефекти спостерігаються рідко, найчастішими з яких були гіпокальціємія, нудота, біль у кінцівках, целюліт, остеонекроз нижньої щелепи, екзема, є повідомлення про збільшення частоти атипових переломів стегнової кістки при застосуванні денозумабу. Серед інших побічних ефектів препарату найчастішими є:
- Алергічні реакції та з боку шкірних покривів — шкірний висип, еритема шкіри, набряк обличчя, кропив'янка, атопічний або алергічний дерматит, контактний дерматит, анафілактичні реакції.
- З боку травної системи — запор, дивертикуліт, біль у животі.
- З боку нервової системи та органів чуття — катаракта, запалення сідничного нерва.
- Інфекційні ускладнення — інфекції сечовидільної системи, інфекції верхніх дихальних шляхів, інфекції вуха.

## Протипокази
Деносумаб протипоказаний при застосуванні при підвищеній чутливості до препарату, гіпокальціємії. Деносумаб не рекомендований до застосування при вагітності та годуванні грудьми

## Форми випуску
Деносумаб випускається у вигляді попередньо заповнених шриців по 1 мл із вмістом діючої речовини 60 мг та флаконів із розчином для ін'єкцій по 1 мл із вмістом діючої речовини 60 мг, або у флаконах по 1.7 мл із вмістом 120 мг деносумабу.